# Joris Vermeiren
Dries Vermeiren (28 februari 1985) is een Belgisch touwtrekker.

## Levensloop
Vermeiren is afkomstig uit Wuustwezel en is aangesloten bij de Sint-Lenaartse touwtrekkersclub Vandakker.
Daarnaast is hij actief in het Belgisch touwtrekteam. Met de Pull Bulls nam hij onder meer deel aan de Wereldspelen van 2022, alwaar ze brons behaalden in de klasse tot 640 kg.
Zijn broer Dries is eveneens actief in het touwtrekken.